# Guatteria montis-trinitatis
Guatteria montis-trinitatis là loài thực vật có hoa thuộc họ Na. Loài này được Scharf mô tả khoa học đầu tiên năm 2006.